# Tipula pendleburyi
Tipula pendleburyi är en tvåvingeart som beskrevs av Edwards 1933. Tipula pendleburyi ingår i släktet Tipula och familjen storharkrankar. Inga underarter finns listade i Catalogue of Life.